# 神野三枝
神野 三枝（じんの みえ、1965年11月30日 - ）は、中部地方のローカルタレント、ラジオパーソナリティ。タレントオフィスともだち（名古屋）所属。

## 来歴・人物
愛知県岡崎市出身。岡崎市立城北中学校、光ヶ丘女子高等学校、金城学院大学短期大学部卒業。
短大卒業後一般企業のOLとして勤務した後、世界デザイン博覧会の企業パビリオンのコンパニオンをきっかけに芸能界入り。
1993年から東海ラジオ放送の昼ワイド『ぶっつけワイド』のアシスタントに起用され、1997年3月の番組終了まで出演。
1997年4月から『宮地佑紀生の聞いてみや〜ち』のパーソナリティを務めた。番組開始〜2016年6月の番組打ち切りまで出演。
『聞いてみや〜ち』放送終了後はタレント活動を休止していたが、2017年4月2日より『松原敬生の日曜も歌謡曲』のアシスタントとして復帰。
ラジオ出演と並行して、東海地方を中心にテレビ・ラジオに数多く出演し、コマーシャルにも出演。近年はエッセイ執筆を精力的に行っている。

## 宮地佑紀生の聞いてみや〜ち
- 1997年4月27日から2016年6月27日まで、『宮地佑紀生の聞いてみや〜ち』（東海ラジオ）のパーソナリティを務めた。2016年6月27日の放送中の暴行事件で番組は20年近くの歴史に幕を閉じたが[2]、神野のラジオパーソナリティ・タレントとしての代表作である。番組では宮地に負けず劣らずエピソードを披露していた。
  - 『宮地佑紀生の聞いてみや〜ち』放送内では神野は宮地のことを「先輩」と呼んでいた。また、宮地のトークが暴走した際には「ゆきちゃん」と呼んで、嗜めることがあった。
  - 『宮地佑紀生の聞いてみや〜ち』は年に1〜2回、公開放送を行うが、第2回公開放送が発表された2007年8月16日の放送で、放送当日までにダイエットを試み、公開放送ではレオタード姿を披露するとうっかり口に出したが、そのことが波紋を呼び、結局、2007年10月8日のリトルワールドでの公開放送で公約を果たす羽目になった。
  - 年2回は1週間の休暇を取り、海外旅行に出かけて世界的な視野を広めていた。本人は遊びや旅行でなく「仕事」と称している。

## 現在のレギュラー出演

### ラジオ
- Paradise（東海ラジオ、2022年9月26日 - ）
- ケンコー イキイキ Paradise（東海ラジオ、2022年10月2日 - ）

### CM
- 愛知県クリーニング生活衛生同業組合
- 堀田商事 - タクマと共演（2018年4月 - ）

## 過去のレギュラー出演

### テレビ
- コケコッコー（名古屋テレビ）
- ぴーかんテレビ 元気がいいね!（東海テレビ。かつてはレポーターとして出演。2006年10月2日からレギュラーコメンテーターとして復帰、さらに2008年10月7日〜2011年8月は火曜日MCとして出演していた。）

### ラジオ
- ラジオでフライデイト 夜はこれから!（CBCラジオ、1991年4月 - 1992年4月3日）
- ぶっつけワイド（東海ラジオ 1993年4月から月 - 水 → 1995年4月からは全曜日）
- 宮地佑紀生の聞いてみや〜ち（東海ラジオ、1997年4月7日 - 2016年9月29日）
- 松原敬生の日曜も歌謡曲（東海ラジオ、2017年4月 - 2017年9月）アシスタント
- 神野三枝のケンコー土曜も絶好調!（東海ラジオ、2021年4月3日 - 2022年2月26日）
- タクマ・神野のどーゆーふー（東海ラジオ、2017年10月2日 - 2022年9月23日）

### CM
- 北電子（ジャグラーシリーズでおなじみのパチスロメーカー。出演する東海ラジオ限定のラジオCMではGOGOランプの点灯する様を神野自ら「ぺかーぺかー」と表現している）
- ワークマン（東海ラジオのみ。作業服・作業用品専門店チェーン。東海ラジオでOAされるCMで宮地と絶妙の掛け合いを聞くことができる。ワークマンと宮地・神野コンビとの詳しい関係についてはワークマンのページを参考のこと。ちなみに全国的なCMキャラは吉幾三）
- 中部ハーバー（化粧品メーカー。ラジオCM、新聞広告、折込広告に出演し、中部ハーバーのイメージキャラクター。神野自身はCM出演以前よりハーバー商品の愛用者である。その経緯は、敏感肌でありとあらゆる化粧品を試してもどれも合わなかった神野が、皮膚科の医師に自分の体に安心して使える化粧品を診断依頼。さまざまな検査の結果、医師からハーバーの安全性を薦められたことをきっかけに使用し始めた。ラジオで常に生き様や本音を語る神野に中部ハーバーが信頼を寄せ、イメージキャラクターを依頼。ちなみに全国的なハーバー研究所のCMキャラは女優の萬田久子）
- ほっかほっか亭（東海ラジオのみ）
  - 2005年11月25日　自らプロデュースした弁当「三枝ちゃんのよくばり御膳」が東海地区のほっかほっか亭から期間限定で発売。
  - 2006年3月30日　「神野三枝プロデュース・三枝ちゃんの気くばり御膳」が東海地区のほっかほっか亭で期間限定で発売。
  - 2006年5月26日には期間限定で「夏の上幕の内・三枝ちゃんのガンバリ御膳」が東海地区のほっかほっか亭から発売された。秋には「秋の上幕の内・三枝ちゃんのほおばり御膳」冬には「冬の上幕の内・三枝ちゃんの宝船御膳」と「三枝ちゃんの七福神みそかつ丼」を発売し、トータルで13万食を売り上げる大ヒットを記録した。
  - プロデュースした弁当が発売されるたびに、聞いてみや〜ちの番組ホームページ内にある「デジ亀みや〜ち」にて、弁当を東海ラジオのアナウンサー・ディレクター・出演者等の協力により、様々な場面・用途で試食する姿を画像付きで公開している。
- ジーテックホームサービス（東海ラジオのみ）
- VEGAS （ラジオCM、中京ローカル）

## 執筆
- 2008年4月から中日新聞のウェブサイト「オピ・リーナ」でコラムを連載。自身の人生を赤裸々に書き綴り、2009年4月からは、独立したコーナーとして継続。タイトルは「礼状」。更新は毎月1回。

## 著書
- 『母への礼状』風媒社、2012年1月30日。